# Bardowicker Gesäßhuldigung

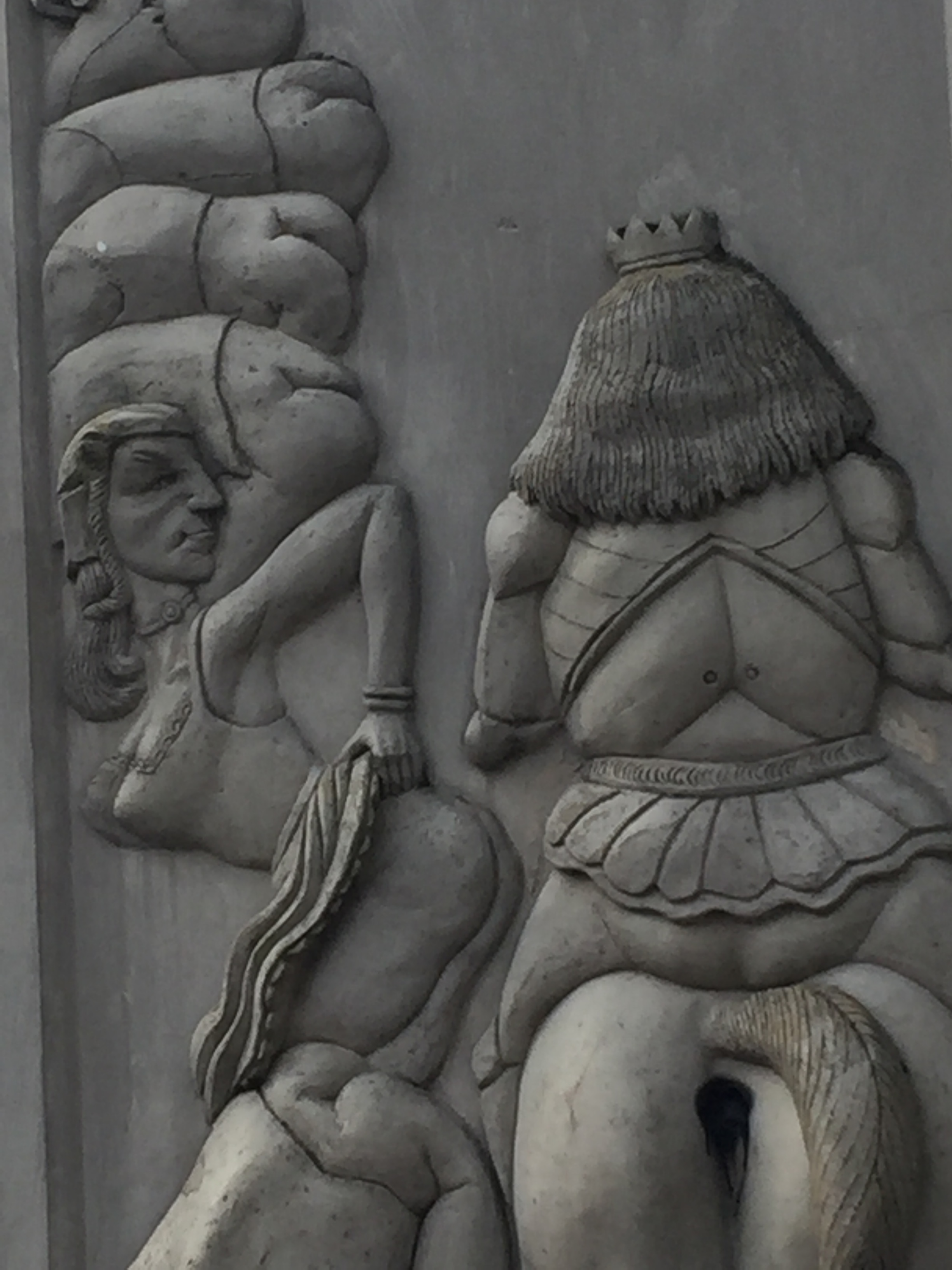
Künstlerische Darstellung der „Bardowicker Gesäßhuldigung“ auf dem Löwendenkmal in Schwerin

Die Bardowicker Gesäßhuldigung ist eine Sage um den Flecken Bardowick in Niedersachsen und um Heinrich den Löwen.

## Geschichtlicher Hintergrund

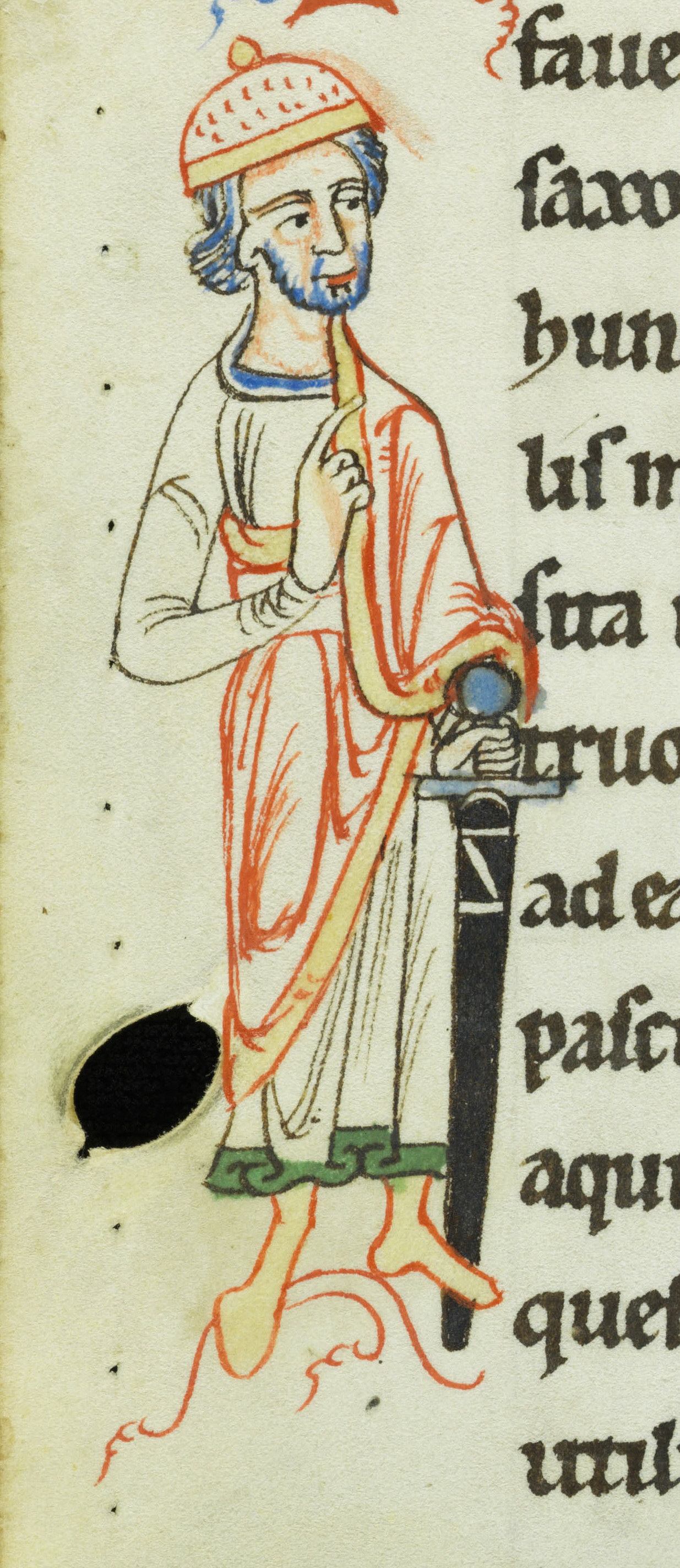
Zeitgenössische Darstellung Heinrichs des Löwen

Im 12. Jahrhundert konkurrierte Bardowick mit bedeutenden Handelsplätzen wie Lüneburg und war eine der größten Städte in Norddeutschland. Auch als politisches und geistiges Zentrum erlangte der Ort in seiner Grenzlage zu den benachbarten Slawen eine große Bedeutung, an die heute fast nur noch der Dom zu Bardowick erinnert. Die Stadt begann ihre vorherrschende Stellung zu verlieren, als Heinrich der Löwe 1142 Herzog von Sachsen wurde. Dieser trieb aus politischen Gründen den Aufbau von Lübeck und Schwerin voran: Erstere Stadt verfügte über einen Zugang zur Ostsee und bot die Voraussetzung, die christliche Vorherrschaft im Grenzgebiet zu den Slawen zu festigen. Aus diesem Grund privilegierte Heinrich ab 1134 die Lübecker Kaufleute. 1160 eroberte er eine bereits bestehende Siedlung der slawischen Abodriten und gründete an selber Stelle das heutige Schwerin, dem er bald die Stadt- und Marktrechte verlieh, um auch hier den Einfluss des Christentums im Bereich des heutigen Mecklenburg auszubauen. Nach dem Zerwürfnis mit Kaiser Barbarossa wurde Heinrich 1182 für drei Jahre zu seinem Schwiegervater Heinrich II. nach England verbannt. Doch auch sein Exil änderte nichts am Aufstieg dieser Städte zum Nachteil Bardowicks.

## Gesäßhuldigung
Historisch belegt ist, dass auf dem Weg in die Verbannung Heinrich dem Löwen aus Protest gegen seine Politik – die aus Sicht ihrer Einwohner Bardowick zu ruinieren begann – die Aufnahme und die Übernachtung in der Stadt verweigert wurden. Nicht belegt ist die Sage, wonach die Bürger der Stadt Heinrich auf ihre Weise huldigten: Demütig, wie es die Etikette verlangte, verneigten sie sich tief vor dem Herzog auf der Stadtmauer und entlang der Straßen bei dessen Durchzug. Jedoch neigten sie sich dem Adeligen verkehrt herum, mit entblößtem Gesäß entgegen. Oder etwas drastischer ausgedrückt:

„Die Stadttore bleiben für Heinrich den Löwen verschlossen. Oben auf der Stadtmauer sitzen die Bardowicker Bürger und
zeigen Heinrich dem Löwen ihre nackten Ärsche.“

## Folgen
Belegt ist, dass Heinrich der Löwe ab dem 26. Oktober 1189, nach dem Ende seines Exils, die Stadt belagerte und sie nach drei Tagen bis auf den Dom und einige andere wenige Gebäude schleifte. Auch um die Eroberung Bardowicks rankt sich eine Sage: Ein verirrter Ochse tauchte im Feldlager des Welfen auf. Auf dem Weg zurück zu seinem Stall in Bardowick zeigte er dabei den Soldaten eine Furt in der Ilmenau. So konnten die Truppen sie problemlos durchqueren und die Stadt einnehmen. Vielfach wird die Zerstörung der Stadt, die danach endgültig in politische und wirtschaftliche Bedeutungslosigkeit rutschte, als Revanche Heinrichs für die Gesäßhuldigung angesehen. Ob diese Vermutung den historischen Tatsachen gerecht wird oder doch machtpolitische Aspekte die ausschlaggebende Rolle spielten, ist nicht eindeutig geklärt.

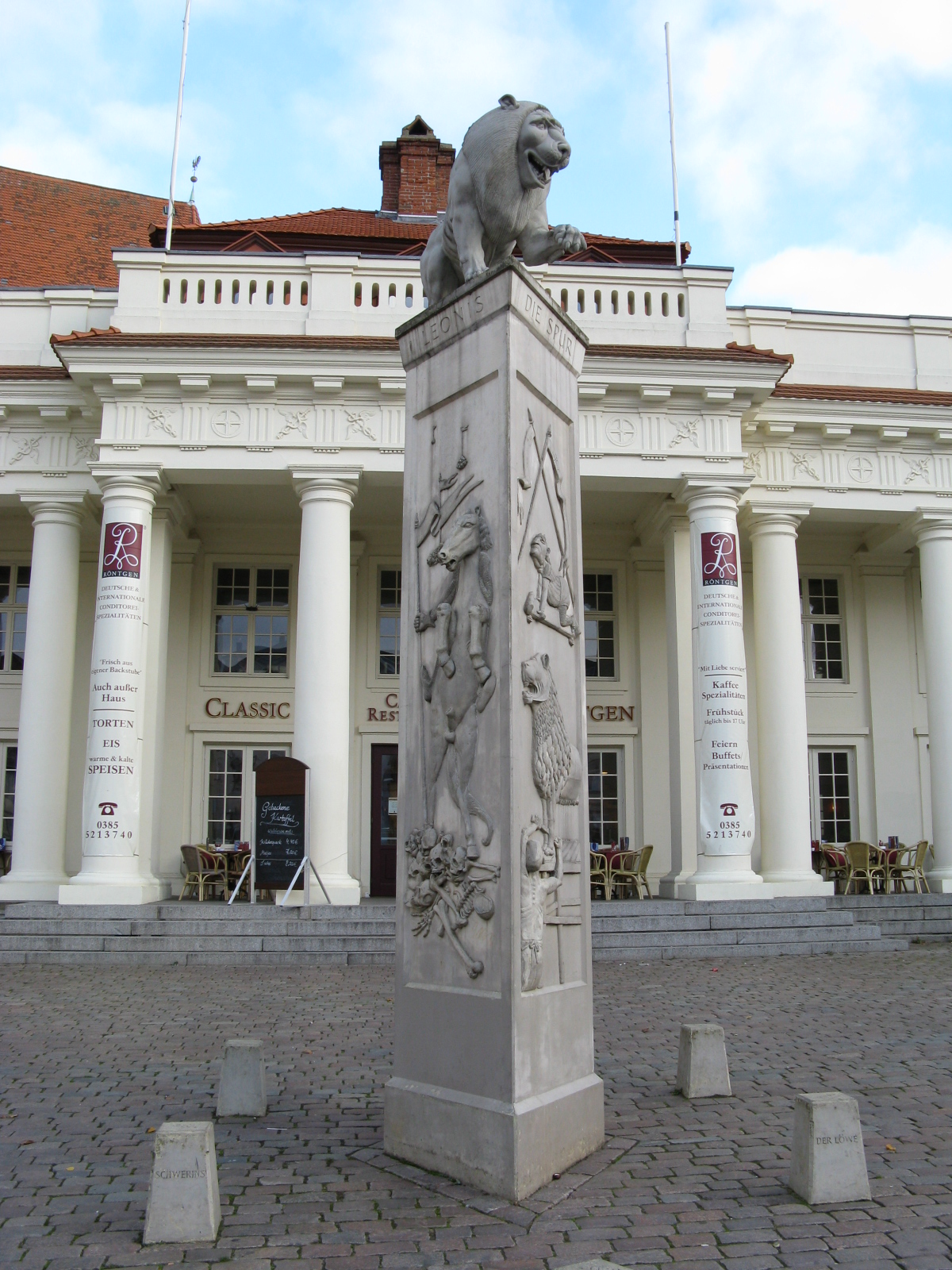
Löwendenkmal auf dem Markt in Schwerin

## Rezeption
Anlässlich der Tausend-Jahr-Feier Mecklenburgs und des 800. Todestages des Stadtgründers Heinrich des Löwen gestaltete 1995 der Bildhauer Peter Lenk auf dem Schweriner Marktplatz ein Denkmal. Es ist eine viereckige Säule, auf der ein grinsender Löwe steht. An den Seiten finden sich Szenen aus dem Leben Heinrichs des Löwen. Neben Totenköpfen, über denen sich ein Pferd mit erigiertem Penis aufbäumt, ist auch die Bardowicker Gesäßhuldigung in Stein gemeißelt. Bereits im Vorfeld, als erste Pläne der Gestaltung bekannt wurden, entbrannte in der Bevölkerung ein Streit über diese von vielen als Obszönität empfundene Darstellung.
Lenk als Künstler ist bekannt für seine ironischen Provokationen. In Schwerin wollte er mit seinem Denkmal auf die vielen Facetten Heinrichs sowohl als Städtegründer wie Stadtzerstörer, als stolzer Herrscher wie auch apokalyptischer Reiter hinweisen, wohl wissend, dass er eine Kontroverse entfachen würde. Diese hat sich im Laufe der Jahre gelegt; das Denkmal fehlt heute bei keiner Stadtführung.